# Pietro Antonio Cataldi

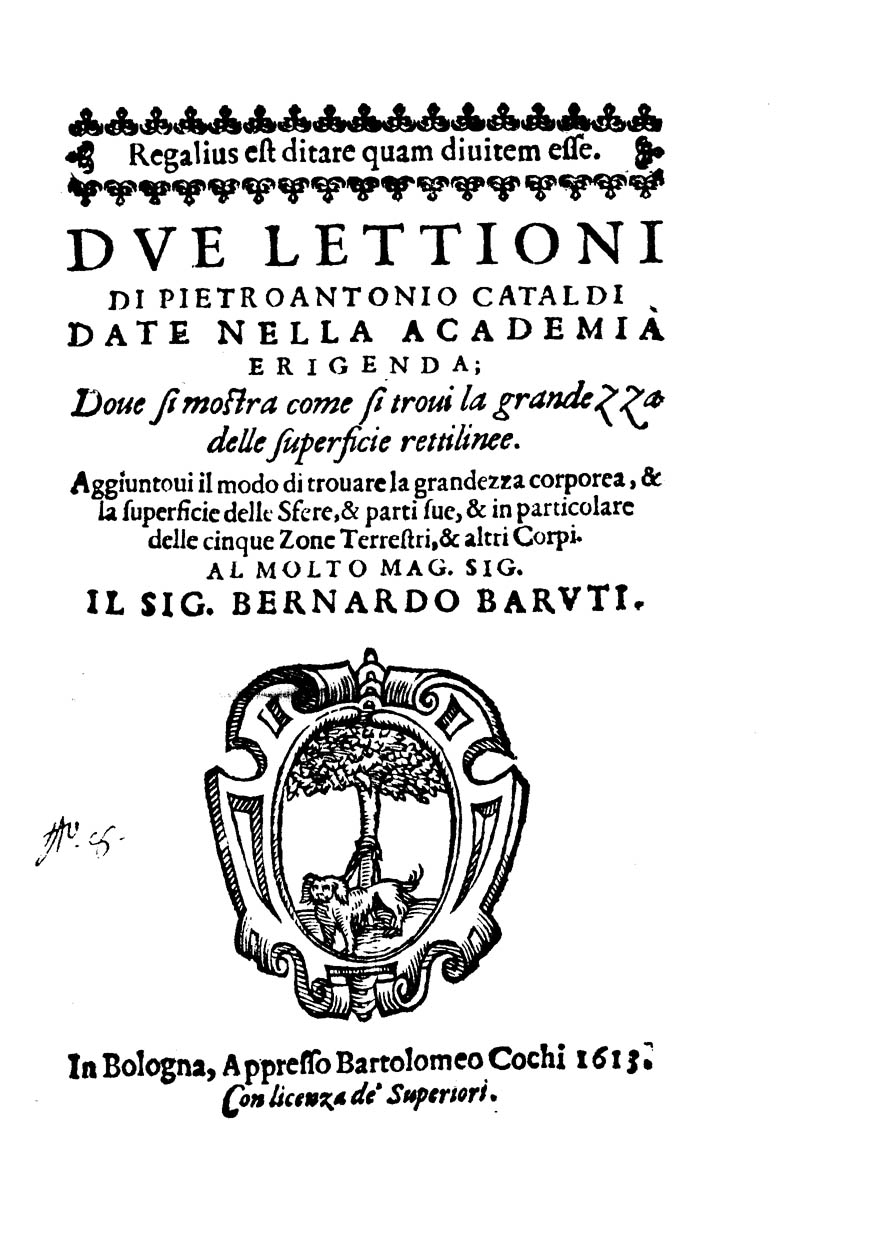
Due lettioni, 1613

Pietro Cataldi (15 de abril de 1548 - 11 de febrero de 1626) matemático italiano nacido y muerto en la ciudad de Bolonia conocido por sus aportaciones al cálculo de raíces cuadradas mediante series aritméticas.
Aunque inició sus estudios en su patria chica, no llegó a estudiar en su prestigiosa Universidad. En 1569 empezó a impartir clases de matemáticas en la Academia de Diseño de Florencia, donde permaneció hasta 1570, año en el que se movió a la Universidad de Perugia. A los 48 años, Cataldi regresó a Bolonia, esta vez sí a la Universidad, donde permanecería inmerso en la enseñanza de matemáticas y astronomía en la universidad de Bolonia hasta su muerte. Durante sus últimos años intentó, sin éxito, constituir una academia de matemáticas (empresa a la que incluso dedicó parte de su testamento). También aplicó las técnicas algebraicas a la esfera militar.
En 1603 halló los números perfectos sexto y séptimo: 216(217 – 1) = 8.589.869.056 y 218(219 – 1)= 137.438.691.328.
Escribió importantes obras sobre aritmética, teoría de números (especialmente sobre los números perfectos) y álgebra. Destacan: 
- "Transformatione geometrica" (1611),
- "Trattato del modo brevissimo di trovare la radice quadra delli numeri et regole da approssimarsi di coninuo al vero nelle radici de' numeri non quadrati" (1613),
- "Practica aritmetica" (1617),
- "Operetta di ordinanze quadre" (1618). También publicó una edición comentada de
- "Los elementos" de Euclides.